# Христо Наков
Христо Наков, наричан Шапкаро, е български революционер, член на Вътрешната македоно-одринска революционна организация.

## Биография
Наков е роден в село Българска Блаца, Костурско, днес Оксия, в Гърция. Избран е за член на Костурския околийския революционен комитет на ВМОРО през есента на 1900 година. Арестуване е по време на Иванчовата афера в 1901 година и лежи в Корчанския затвор. Амнистиран е и излиза от затвора в 1903 година.